# Doppebrunnen
Koordinaten: 57° 10′ 48″ N, 14° 22′ 20″ O

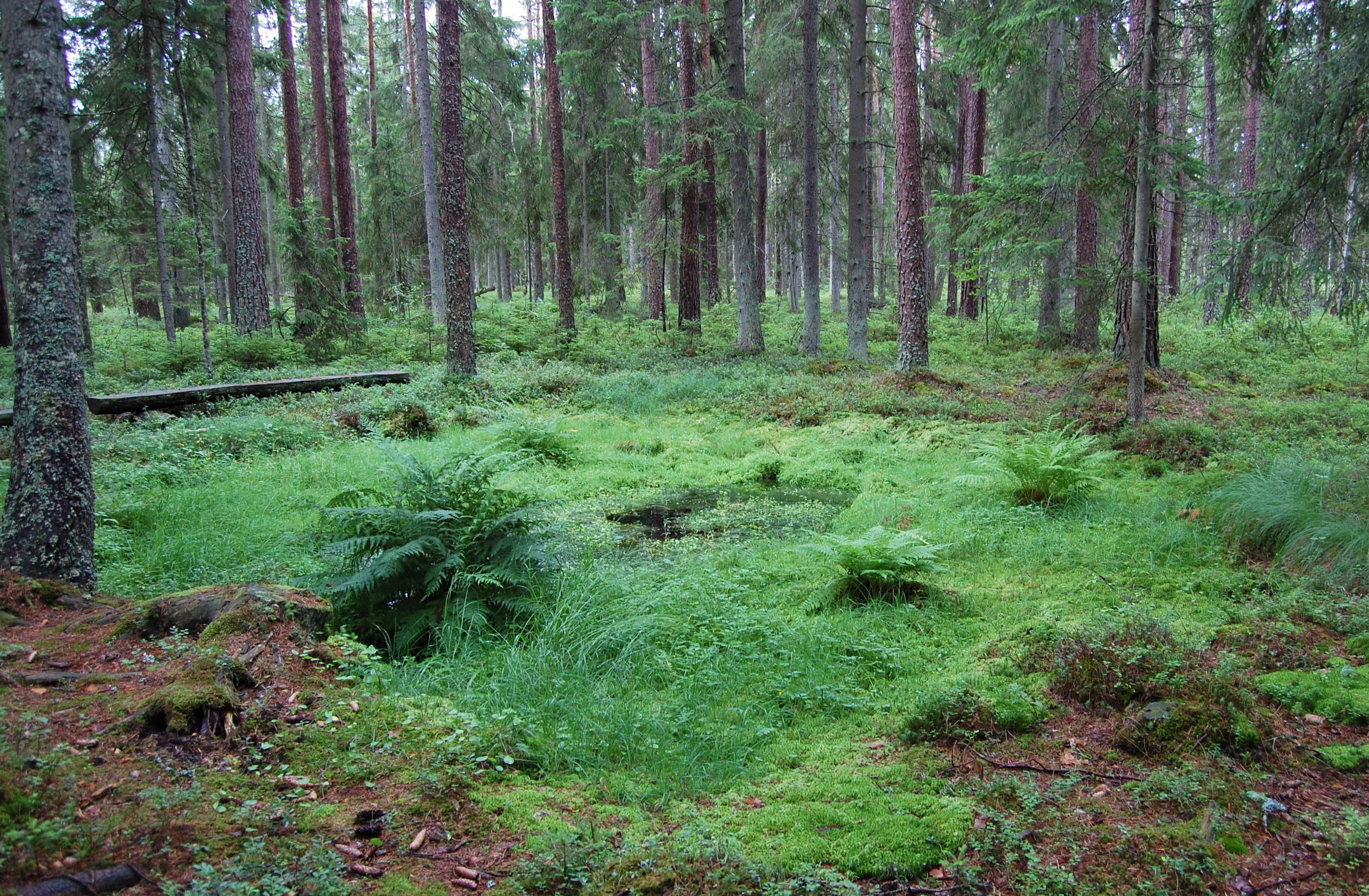
Doppebrunnen

Der Doppebrunnen ist ein Brunnen in der schwedischen Gemeinde Värnamo dem Heilkräfte nachgesagt wurden.
Der im Wald südlich der Landstraße von Möcklehult nach Os befindliche Brunnen wurde als heilig betrachtet. Wirksam sollte er speziell bei der Heilung von Ekzemen bei Kindern sein. Die betroffenen Kinder sollten drei- bis viermal in das Wasser des Brunnens eingetaucht werden. Als Bezahlung wurde sodann eine Münze in den Brunnen geworfen.